# Saprolegnia parasitica
Espèce
Saprolegnia parasitica est une espèce de champignons oomycètes du genre Saprolegnia responsable de mycoses qui atteignent les poissons, notamment les Salmonidés (truites, ombres, etc.), qui meurent rapidement.

## Saprolegnia parasiticaet l'Homme
Ce champignon peut se propager d’une rivière à une autre avec un matériel de pêche qui aurait été en contact avec une eau contaminée et qui n’aurait pas été correctement désinfecté.